# Nephodia bilinea
Nephodia bilinea là một loài bướm đêm trong họ Geometridae.